# ميتسو كاغاوا
ميتسو كاغاوا (باليابانية: 賀川光夫؛ بالكانا: かがわ みつお) هو عالم إنسان ياباني، ولد في 1923 في توتشيغي في اليابان، وتوفي في 2001 بسبب شنق.